# Moses McClean

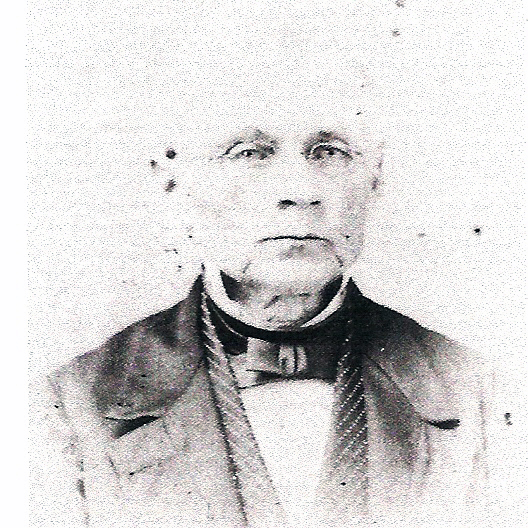
Moses McClean

Moses McClean (* 17. Juni 1804 in Gettysburg, Pennsylvania; † 30. September 1870 ebenda) war ein US-amerikanischer Politiker. Zwischen 1845 und 1847 vertrat er den Bundesstaat Pennsylvania im US-Repräsentantenhaus.

## Werdegang
Moses McClean erhielt eine akademische Schulausbildung. Nach einem anschließenden Jurastudium und seiner 1825 erfolgten Zulassung als Rechtsanwalt begann er in Gettysburg in diesem Beruf zu arbeiten. In den 1840er Jahren schlug er als Mitglied der Demokratischen Partei eine politische Laufbahn ein.
Bei den Kongresswahlen des Jahres 1844 wurde McClean im 15. Wahlbezirk von Pennsylvania in das US-Repräsentantenhaus in Washington, D.C. gewählt, wo er am 4. März 1845 die Nachfolge von Henry Nes antrat. Bis zum 3. März 1847 konnte er eine Legislaturperiode im Kongress absolvieren. Diese war von den Ereignissen des Mexikanisch-Amerikanischen Krieges geprägt.
Nach dem Ende seiner Zeit im US-Repräsentantenhaus praktizierte McClean wieder als Anwalt in Gettysburg. In den 1850er Jahren wurde er Mitglied der nativistischen Know-Nothing Party, die auch als American Party bekannt wurde. Im Jahr 1855 saß er für seine neue Partei im Repräsentantenhaus von Pennsylvania. Danach setzte er seine Anwaltstätigkeit fort. Er starb am 30. September 1870 in seinem Heimatort Gettysburg.